# Nagayoshi Takuma
Takuma Nagayoshi (sinh ngày 18 tháng 4 năm 1986) là một cầu thủ bóng đá người Nhật Bản.

## Sự nghiệp câu lạc bộ
Takuma Nagayoshi đã từng chơi cho FC Gifu, Oita Trinita, Tochigi SC và SC Sagamihara.